# Roland Corbisier
Roland Cavalcanti de Albuquerque Corbisier (São Paulo, 9 de outubro de 1914 – Rio de Janeiro, 10 de fevereiro de 2005) foi um filósofo e político brasileiro.

## Biografia
Filho duma mãe proveniente de família tradicional do Rio e de um descendente de imigrantes franceses, estudou no Colégio São Luís e no Ginásio São Bento e posteriormente, na Faculdade de Direito do Largo de São Francisco, graduando-se em 1936. Posteriormente, cursou a Faculdade de Filosofia de São Bento e a Faculdade de Filosofia do Estado. 
Roland Corbisier foi um dos fundadores e também diretor de Cursos e Conferências no Instituto Brasileiro de Filosofia. Sob patrocínio deste Instituto e do Museu de Arte Moderna de SP, lecionou Introdução Geral à Filosofia e Estética de Hegel. Mudou-se para o Rio de Janeiro em 1954, onde foi professor no ano de 1955, em um curso de Introdução à Filosofia na Escola Nacional de Belas Artes, sob auspícios da CAPES e do IBF.
Foi um dos fundadores e primeiro diretor executivo do ISEB - Instituto Superior de Estudos Brasileiros, onde lecionou Filosofia no Brasil e fez conferências sobre Cultura e Desenvolvimento. O ISEB propunha a criação de uma ideologia nacionalista coerente e unificadora para guiar os esforços de desenvolvimento do Brasil nos anos 1950 (o Instituto foi extinto pelo governo de Castello Branco). Corbisier escreveu nessa época livros esgotados atualmente. Procurou entender os impedimentos culturais para o desenvolvimento nacional brasileiro visando escapar da condição semicolonial do país. Para Rafael Ioris, "Corbisier caracterizava o subdesenvolvimento como a condição de alienação referente ao próprio potencial, bem como ao ato de imitar uma cultura estrangeira". Ou seja, era preciso superar o sentimento de inferioridade através para que o próprio subdesenvolvimento fosse superado. 
No ano de 1963, elegeu-se deputado à Assembléia Legislativa e Constituinte do Estado da Guanabara e, posteriormente, deputado federal. Exerceu mandato até abril de 1964, quando foi afastado do cargo. Tornou-se ainda professor de filosofia no ensino secundário e normal do Rio de Janeiro, após ser afastado do cargo parlamentar.
Morreu em 2005, aos 90 anos, no Rio de Janeiro, após dois anos sofrendo de mal de Parkinson. 

## Publicações
- Formação e Problema da Cultura Brasileira (1959)
- Brasília e o Desenvolvimento Nacional
- Problemas da Pedagogia no Brasil
- Reforma ou Revolução (1968)
- Enciclopédia Filosófica (1974)
- Filosofia Política e Liberdade (1975)
- Filosofia e Crítica Radical (1976)
- JK e a luta pela presidência (1976)
- Raízes da Violência  (1991)

### Traduções
- Henri Lefebvre, Metafilosofia - 1967
- Pierre Fougeyrollas, A Filosofia em Questão - 1967
- Albert Memmi, Retrato do colonizador precedido pelo retrato do colonizado  - 1967
- Jean-Paul Sartre, O fantasma de Stalin - 1967
- Jacques Ellul, A técnica e o desafio do século, 1968
- François Châtelet, Logo e Praxis, 1972